# Marília Campos
Marília Aparecida Campos (Ouro Branco, 14 de septiembre de 1961) es una política y psicóloga brasileña afiliada al Partido de los Trabajadores (PT). Actualmente cumple su tercer mandato como alcaldesa de Contagem.

## Carrera

### Política
Inició su carrera política en Triângulo Mineiro, donde integró el movimiento estudiantil. Posteriormente fue una de las fundadoras del PT en la región.
Entre 1990 y 1995 fue presidente del Sindicato de Trabajadores Bancarios de Belo Horizonte. Su primera candidatura a la alcaldía de Contagem ocurrió en 1996, cuando quedó en tercer lugar, con 43.935 votos, perdiendo ante Ademir Lucas, que obtuvo el 27,31% de los votos, y ante el alcalde electo, Newton Cardoso, que obtuvo el 51,77%. En 2000 fue elegida concejala de la ciudad con 3.463 votos, siendo la candidata más votada de su partido. En 2002, ganó las elecciones para diputada estatal en Minas Gerais, dejando su cargo de concejala para asumir la nueva posición.
En 2004, se lanzó por segunda vez como candidata a la alcaldía de Contagem, ganando la segunda vuelta con una importante ventaja sobre el entonces alcalde y candidato a la reelección, Ademir Lucas, del PSDB. Ademir había salido adelante en la primera vuelta con menos del 3% de diferencia, pero Marília obtuvo 183.515 votos, equivalente al 59,71% de los votos válidos, frente a 123.821 votos, o el 40,29% de los votos válidos, de Ademir. 
En 2008, ocurrió una nueva disputa, y Marília volvió a vencer a Ademir Lucas en la segunda vuelta, siendo reelegida para su segundo mandato con el 56,88% de los votos válidos (174.198 votos), frente al 43,12% (132.066 votos) de Ademir.
En 2014, fue elegida diputada estatal por Minas Gerais. Seis años después, en 2020, regresó a la alcaldía de Contagem para su tercer mandato, obteniendo el 51,35% de los votos válidos. En 2024 fue reelegida por cuarta vez, obteniendo el 60,68% de los votos.